# Fenolleda (Pirineos Orientales)

Localización de la Fenolleda en los Pirineos Orientales.

Fenolleda (en occitano: la Fenolheda o Fenolhedés, en francés: les Fenouillèdes) es una parçan tradicional o pago occitano, situado en el extremo sur del Languedoc (Francia). El territorio está, desde 1790, casi totalmente incorporado al departamento de los Pirineos Orientales. Su capital histórica es Saint-Paul-de-Fenouillet.

## Límites y características
La Fenolleda es la única comarca de lengua occitana en el departamento de los Pirineos Orientales (las otras comarcas son de idioma catalán). Limita al norte con la región de los montes Corbières y del País de Sault, en el departamento de Aude y al sur con el resto del territorio de Pirineos Orientales, compuesto por las comarcas de habla catalana del Rosellón propiamente dicho, y del Conflent.
Habitualmente se considera la Fenolleda como la comarca histórica restringida a los Pirineos Orientales. Algunos autores incluyen la Fenolleda histórica del departamento del Aude o, desde una perspectiva geográfica solo el valle del Boulzane. Oficinas oficiales de turismo y autores básicamente franceses incluyen los municipios catalanes adscritos a los cantones franceses con atribución tradicional occitana.
El territorio es de un relieve escabroso existiendo bosques de caducifolias (hayas, robles) y coníferas. Debido a la altitud media el clima mediterráneo se ve modificado con mayor humedad y con inviernos más fríos.

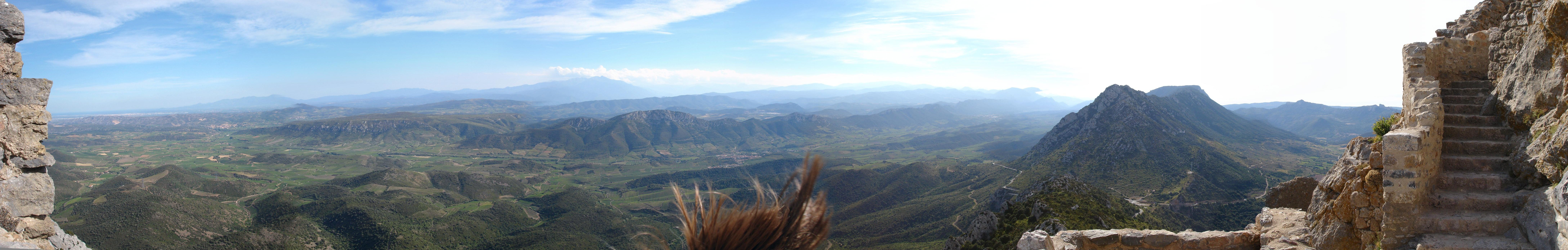
Vista de los Pirineos en la Fenolleda desde el castillo de Quéribus.

## Historia
La Fenolleda occitana históricamente ha formado parte del Languedoc, siendo inicialmente un partido del condado de Rasés. tras las invasiones musulmanas del siglo VIII, en 870 devino posesión del conde de Urgel y Cerdaña así como de la abadía de San Miguel de Cuixá expandiéndose estas posesiones con la creación del monasterio de Saint-Paul-de-Fenouillet. En 990 pasó al vasallaje de los condes de Besalú hasta 1111 y luego a los condes de Barcelona. Los ligamentos feudales se complicaron entre los condes de Foix, Tolosa, y Carcasona entrando el sistema en crisis al producirse la llamada cruzada contra los albigenses.
En 1226 el condado fue comprado por Nuño Sánchez de Barcelona. Por el Tratado de Corbeil (1258) la Fenolleda occitana pasó a la Corona francesa. Tras la Revolución francesa, en el año 1790, el Roussillon —con casi la totalidad de la Fenolleda— pasó a constituir el departamento de los Pirineos Orientales, formando gran parte del actual cantón de Saint-Paul-de-Fenouillet excepto el Valle de la Boulzane que fue anexado al departamento del Aude.

## Comunas de Fenolleda

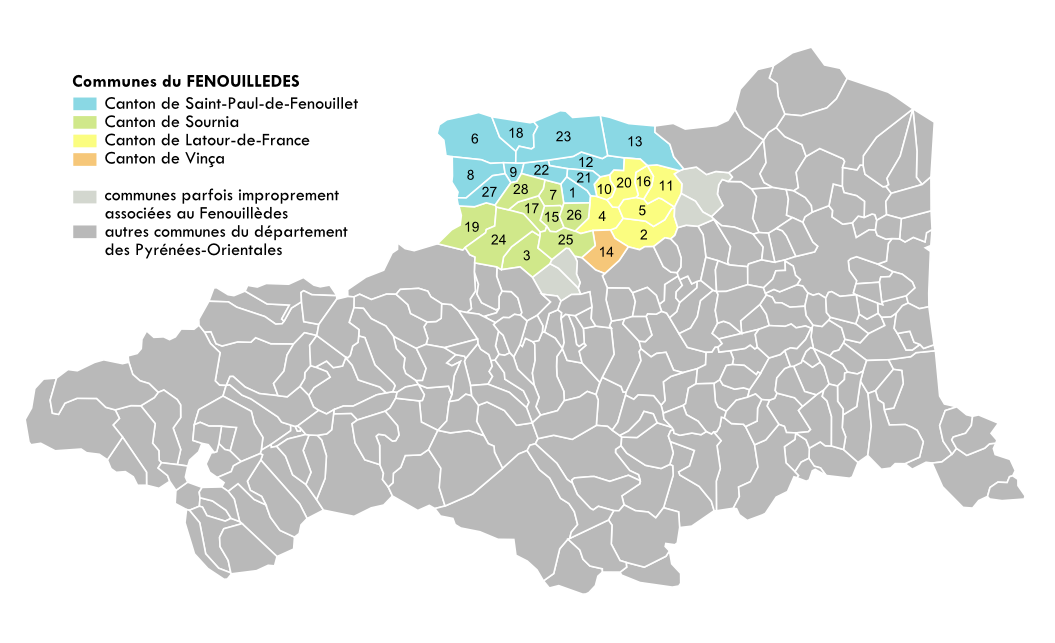
Mapa de las comunas de la Fenolleda

| Comuna                        | Nombre occitano                                   |
| ----------------------------- | ------------------------------------------------- |
| Ansignan (1)                  | Ansinhan                                          |
| Bélesta (2)                   | Belhestar                                         |
| Campoussy (3)                 | Camporsin                                         |
| Caramany (4)                  | Caramanh                                          |
| Cassagnes (5)                 | Cassanhes                                         |
| Caudiès-de-Fenouillèdes (6)   | Caudièrs de Fenolhet                              |
| Felluns (7)                   | Felhuns                                           |
| Fenouillet (8)                | Fenolhet                                          |
| Fosse (9)                     | Fòssa                                             |
| Lansac (10)                   | Lansac                                            |
| Latour-de-France (11)         | La Tor de Triniac o La Tor de França (en catalán) |
| Lesquerde (12)                | L'Esquérda                                        |
| Maury (13)                    | Maurin                                            |
| Montalba-le-Château (14)      | Montalban del Castèlh                             |
| Pézilla-de-Conflent (15)      | Pesilhan-de-Conflent                              |
| Planèzes (16)                 | Planesas                                          |
| Prats-de-Sournia (17)         | Prats de Sornhan                                  |
| Prugnanes (18)                | Prunhanas                                         |
| Rabouillet (19)               | Rebolhet                                          |
| Rasiguères (20)               | Rasiguèras                                        |
| Saint-Arnac (21)              | Centernac                                         |
| Saint-Martin (22)             | Sant Martin de Fenolhet                           |
| Saint-Paul-de-Fenouillet (23) | Sant Pau de Fenolhet                              |
| Sournia (24)                  | Sornhan                                           |
| Trévillach (25)               | Trevilhac                                         |
| Trilla (26)                   | Trilhan                                           |
| Vira (27)                     | Viran                                             |
| Le Vivier (28)                | Lo Vivièr                                         |